# Avrainville (Essonne)
Avrainville é uma comuna francesa na região administrativa da Ilha de França, no departamento de Essonne. Estende-se por uma área de 9.14 km². Em 2010 a comuna tinha 980 habitantes (densidade: 107,2 hab./km²).